# Instituto Alemán de Investigación para la Administración Pública

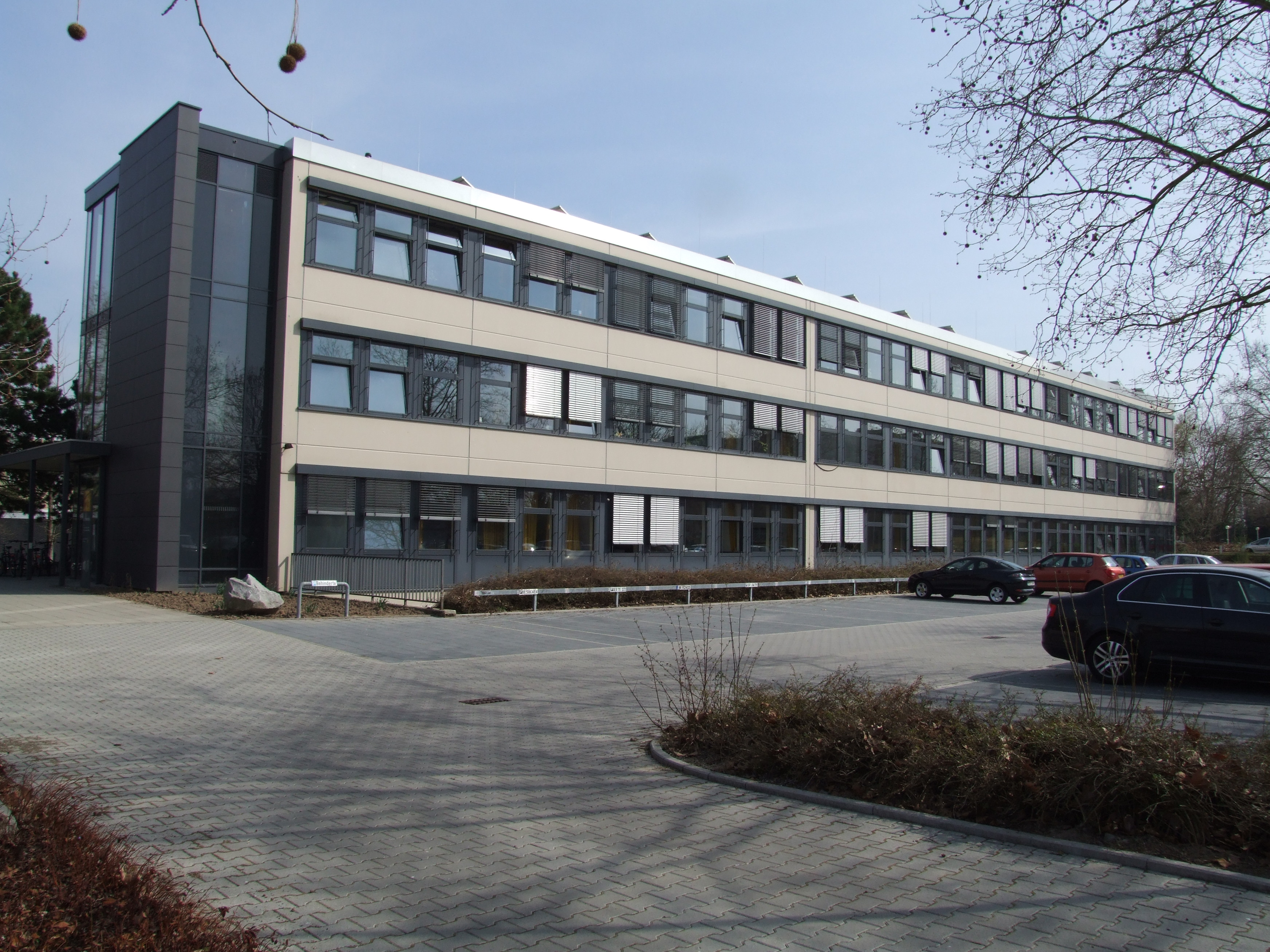
Edificio sede del Instituto Alemán de Investigación para la Administración Pública (GRIP) en el campus de la DHV Speyer

El Instituto Alemán de Investigación para la Administración Pública ( en alemán: Deutsches Forschungsinstitut für öffentliche Verwaltung, FÖV; en inglés: German Research Institute for Public Administration, GRIP ) es un instituto de investigación no universitario para la Administración pública alemana ubicado en Espira, Renania-Palatinado. Fundado en 1976 como institución independiente bajo la jurisdicción del Ministerio de la Presidencia de Renania-Palatinado, está en gran medida integrado y mantiene una asociación estratégica con la Universidad Alemana de Ciencias Administrativas de Speyer. Como "institución de interés nacional", forma parte de la llamada Leibniz-Gemeinschaft, una comunidad científica financiada a partes iguales por la República Federal y los 16 estados federados alemanes. En la actualidad, el instituto cuenta con 26 miembros ordinarios, 19 correspondientes y dos honorarios procedentes de Alemania y del extranjero. 

## Directores
- Frido Wagener (1976–1984)
- Carl Böhret (1984–1988)
- Willi Blümel (1988–1996)
- Klaus König (1996–1999)
- Karl-Peter Sommermann (1999–2001)
- Jan Ziekow (2001- )